# サザエさん

東京都世田谷区、桜新町駅前に設置されているサザエさん一家の銅像
（フグ田サザエ・フグ田タラオ）

東京都世田谷区、桜新町駅前に設置されているサザエさん一家（フグ田家）の銅像
（フグ田サザエ・フグ田タラオ・フグ田マスオ）

『サザエさん』は、長谷川町子による日本の漫画。また、その主人公である「フグ田サザエ」の呼び名のひとつである。

## 作品解説
西日本新聞社から独立したフクニチ新聞社の整理部長牟田口宗一郎が長谷川に『夕刊フクニチ』誌上での連載を依頼。1946年4月22日から連載を始めたが、長谷川が東京へ引越しするために連載中止。連載開始当初は、台詞がカタカナで書かれていた。原作漫画は新聞連載の4コマ漫画であるが、5ページほどのショートストーリー漫画が雑誌連載されており「別冊サザエさん」に収録されている。
漫画の舞台では、サザエは独身だったが、連載中止時にサザエがマスオと結婚しており、最終回とみられる回のオチの部分が、『サザエさんうちあけ話』で描かれている。長谷川の家族が東京都世田谷区の桜新町へ引っ越した後は、『夕刊フクニチ』で連載再開。舞台も東京へ移り、マスオが磯野家に同居する。
掲載誌は間もなく東京スポーツの源流となる夕刊紙の『新夕刊』に移り、『朝日新聞』系列の『夕刊朝日新聞』を経て、1951年4月16日からは『朝日新聞』の朝刊に連載。途中、長谷川の病気が理由で同年11月7日から11月14日まで休載し、11月15日に連載を再開。また、1953年1月16日にも健康上の理由から同年3月31日まで休載となり、4月1日に再び連載を再開。その後はほぼ無休で連載が続いたが、1973年になると毎週月曜日の定期休載に加えて7月15日から8月9日、9月5日から9月9日など「作者病気のため」短期の休みが多くなり、1974年2月21日をもって休載に入るが、その後は連載が再開されることはなかった。話数は単行本収録分で6477話に及んだ。
本作はいわゆるストーリー漫画ではなく、一貫した舞台、人物が登場する比較的独立したエピソードからなる。季節が移り変わっても登場人物達は年を取らない。新聞連載の4コマ漫画らしく、時代背景を象徴する内容が多く、終戦直後から復興期の時代に描かれた初期から中期と高度経済成長の時代に描かれた後期とでは作風が大きく異なる。特に、初期から中期にかけてはサザエとその家族および彼らの周辺の人物たちの日常生活が主な題材であったが、後期には主に社会風刺をネタにした作風が目立つようになった。連載は1974年で終了したが、1976年から1978年まで長谷川による『サザエさんえほん』が9冊刊行されている。
長谷川の作品の出版は姉妹社が行ってきたが、長谷川の没後の1993年4月に廃業し絶版となり、長谷川町子美術館が著作権を継承した。後に朝日新聞社から文庫本（全45巻）と「長谷川町子全集」（全33巻中1〜23巻が本編、他に30巻『別冊サザエさん』と33巻『カラー版 よりぬきサザエさん』）が出版されている。
なお、本作の単行本の出版に際しては、時代背景の変化によって相応しくないと判断された話を掲載しなかった。清水勲著『サザエさんの正体』（平凡社、1997年）によると、掲載を見合わせた話は700点ほどである。なお姉妹書に『古きよきサザエさんの世界』（いそっぷ社、2002年）がある。姉妹社版には作者が自ら編集し発売した『よりぬきサザエさん』シリーズが存在し、「長谷川町子全集」にはその中から『カラー版よりぬきサザエさん』全1巻が収録されている。2012年12月〜2013年3月には「朝日新聞」に掲載された作者及び『サザエさん』関連の特集記事を特典として収録し復刊したもの（全13巻）が朝日新聞出版から発売された。この復刊版『よりぬきサザエさん』には省かれた作品の一部が収録されているが、姉妹社版『よりぬきサザエさん』と比較すると削除された話も数話存在する。2018年より今まで単行本未掲載だった新聞掲載エピソードを収録した『単行本おたからサザエさん』全6巻が朝日新聞出版より発売された。また、2020年1月〜2021年11月には姉妹社版全68巻の復刻版が、長谷川の生誕100周年を記念して朝日新聞出版から刊行された。単行本とは別に、2018年1月より季刊で週刊朝日臨時増刊号扱いとして、それぞれの季節ごとのテーマの作品を集めた作品集が発売されている。なお週刊朝日本誌は2023年6月9日休刊特別増大号を持って休刊したが、今後は同じ朝日新聞出版の週刊誌AERA臨時増刊の形で発行を続ける。
漫画本の累計発行部数は8600万部以上（姉妹社版が7000万部以上、朝日新聞社版の文庫本が1600万部以上）に達する。日本の新聞連載漫画としては最大のベストセラーである。妹・長谷川洋子による回想記『サザエさんの東京物語』（朝日出版社、2008年）がある。  
1997年4月には、講談社インターナショナルから「対訳サザエさん The wonderful world of Sazae-san」が刊行され、アメリカでも、『The wonderful world of Sazae-san』というタイトルで翻訳出版された。その際一部のコマが反転されている。

## 連載の履歴
- 1946年4月22日に『夕刊フクニチ』紙上に連載開始、同年8月22日に連載中断
- 1947年1月3日に『夕刊フクニチ』紙上に連載再開、同年5月8日に連載中断
- 1947年10月25日に『夕刊フクニチ』紙上に連載再開、同年11月5日に連載中断
- 1948年2月6日に『夕刊フクニチ』紙上に連載再開、同年6月21日に連載中断
- 1948年3月に『漫画少年』誌上に連載開始
- 1948年11月17日に『夕刊フクニチ』紙上に連載再開、1949年4月4日に連載終了
- 1948年11月21日に『新夕刊』紙上に連載開始、1949年4月2日に連載終了
- 1949年12月1日に『夕刊朝日新聞』紙上に連載開始、1950年12月31日に連載終了
- 1951年4月16日に『朝日新聞』（朝刊）紙上に連載開始、1960年4月に連載中断
- 1955年1月に『少女クラブ』誌上にて連載開始、同年12月に連載終了（1953年にも同誌に読みきりを掲載している）
- 1957年1月に『若い女性』誌上にて連載開始、1959年1月に連載終了
- 1961年10月15日に『朝日新聞』（朝刊）紙上に連載再開、1974年2月21日に連載中断、事実上連載終了（以降掲載されず）

## 主な登場人物・ペット
なお、出典は基本的に現行の朝日新聞社版を参考にする。
フグ田 サザエ
本作の主人公。磯野家の長女で23歳（アニメでは24歳）。特徴的な髪型は当時の流行にあわせた。
単行本1巻で東京に引っ越し、単行本2巻でフグ田マスオと結婚しタラオをもうける。
性格は快活でそそっかしく乱暴、親切で勇ましい反面、それが裏目に出ることも多い。よくカツオと取っ組み合いの喧嘩をしている。
磯野 カツオ
磯野家の長男で小学生。サザエと一回り年の差がある弟。
アニメ版では一貫してかもめ第三小学校5年3組となっている。
髪型は基本的に丸刈り。
連載開始当初は、ワカメの面倒をよく見ているちょっと抜けているお兄さん、といった雰囲気を持っていた。連載後半になるにつれ、現在のアニメ版のようなズル賢く機転の利く腕白坊主となり、口も達者となり登場回数も格段に多くなる。漫画界における「世渡り上手」の代表的キャラクターである。
なお原作においては、学校での生活や友達関係が描かれることは少ない。
磯野 ワカメ
磯野家の次女。原作漫画では最終的に小学1年生で7歳の設定だが、アニメではかもめ第三小学校の3年生。
原作とアニメ版において最も性格が異なる。性格は天真爛漫で、非常に活溌である。アニメ版では「優等生」になっており、カツオと比べ存在感も薄いが、原作では立場が逆であった。
連載中盤まででは、サザエに次いで登場回数の最も多いキャラクターであり、話の「オチ」を担うこともかなり多い。
磯野 波平
磯野家の大黒柱で、3姉弟（サザエ、カツオ、ワカメ）の父。年齢は54歳。
職業はサラリーマン（東証一部上場の総合商社・山川商事株式会社の事務職）で、会社は銀座の晴海通り沿いにある。
初期の役職は「局長」であったがいつの間にか降格しており、後期には平社員となっていた。
アニメでは磯野家の“家長”として威厳があるが、原作においては威厳がなく、家族を叱るシーンもあまり多くなく、登場回数も必ずしも多くない。しかし登場した時は、話の「オチ」を担当している。
性格はかなり抜けており、お茶目なところがある。そのため、子供に威厳を示そうとするも、その情けないキャラクターゆえにカツオに逆に手玉にとられることも多い。それ以外に「都下禿頭会（とか・とくとうかい）」の理事をしていると話している。
初期には名前は設定されておらず、東宝および宝塚映画のシリーズでも「波平」として出てくるのは最終作『福の神 サザエさん一家』のみで、当初の役名は「サザエの父親」とされていた（ただし、家の表札には五作目まで「磯野松太郎」と掲げられている。また、同シリーズでは「波夫」といった名前も出てくる）。
磯野 フネ
波平の妻。旧姓は石田。
アニメではほとんど怒らないが、原作では性格は厳しく、激しい気性の持ち主である。家族を叱る回数も波平より多い。
波平の陰口を言ったり、喧嘩中は波平にちょっとした嫌がらせをするなど、アニメではあまり見られない陰湿な一面もある。東宝および宝塚映画のシリーズでは原作寄りの厳しい気性で描かれる。
初期には波平同様に名前が設定されていなかったため、東宝および宝塚映画のシリーズでは初期の役名は「サザエの母親」とされたが、三作目においてフネの名前が明かされ、中盤以降の役名は「フネ」、「舟子」といった名前も出てきた。
フグ田マスオ
日刊フクニチ連載当時の最終回で初登場し、2巻でサザエと結婚したサラリーマン。結婚当初はサザエとタラオとのフグ田家3人で磯野家の近所にある借家に住んでいたこともあり、2巻において木製の塀を勝手にノコギリで切り、大家と喧嘩し追い出されたため磯野家と同居。現在に至る。
アニメではかなり気の弱い夫となっているが、原作では磯野家に対して主張する時もある。
基本的にはいい兄貴分であるので義弟カツオと義妹ワカメに慕われている。
勤めている会社（東証一部上場の総合商社の海山商事株式会社・営業課）は当初は郊外だったが、後に有楽町に移る。当初は平社員だったが、後に係長に昇進。その時の年齢は32歳（アニメでは28歳）。
実家は大阪で、時々出てくる母親は大阪弁を話す。
実は長谷川は東京で連載再開するまで彼の顔を忘れていたというエピソードがある。
フグ田 タラオ
サザエとマスオの長男でアニメでは3歳。2巻から登場。赤ん坊コンクールで2等賞をもらったことがある。
アニメでは大人しく物分りの良い「いい子」だが、原作では若干乱暴者である。サザエに背負われるなどして登場回数こそ少なくないが、セリフがほとんど無い。カツオ、ワカメはごく初期において、タラちゃんの前で自分達のことをそれぞれ「おじちゃん」「おばちゃん」と称していた。当初、タラちゃんの登場を予告する文面では「女の子」設定だった。
タマ
磯野・フグ田家で飼われている白色のオス猫。首輪の大きな鈴がトレードマーク。
波野 ノリスケ
波平の妹の三男（波平の甥、サザエ・カツオ・ワカメの従兄弟）。体型はやや太り気味。新聞記者。8巻から12巻の間、押しかけ同然に磯野家に居候する。
波平や新入社員に借金を頼み込んだこともあるなど図々しい性格でちゃっかり屋であるが、その人柄の良さからか、磯野家の面々からは嫌われてはいないようである。
12巻で入江（旧姓）タイ子とお見合い結婚。結婚後は「東アパート」という所に住む。恐妻家である。14巻で子供をもうける。この子はアニメではイクラとなっているが、原作においては劇中で名前は出てこない。アニメでは磯野家の隣人で作家・伊佐坂難物の担当でもあるため、平日の昼間でもよく隣の磯野家に現れる。カツオ・ワカメとは従兄弟ではあるものの、歳が離れているせいか「ノリスケおじさん」と呼ばれる。
波野 タイ子
ノリスケの妻。旧姓は入江。
結婚当初は身のこなしが上品であった。しかし登場回数が少ないからか、結婚後は時に太っていたりと、容姿に変遷が見られる。アニメ版のような家族ぐるみの付き合いは描かれていないが、サザエとは初期によく絡んでいた。
連載当時は動物を飼育している家庭も多く、本作にもニワトリや牛、ヤギなどが多く登場する。特にニワトリは多く登場し、イタズラをしたカツオやワカメがお仕置きとしてニワトリ小屋に閉じ込められたこともある。磯野家では比較的頻繁に登場する猫の「ミー公」や犬の｢ジョン」を始め、登場回数は少ないがアニメ版と同じ「タマ」などの猫や「エルザ」、「太郎」といった犬も登場する。他には小動物として、カツオがカナリヤ・伝書鳩・亀・ハムスターを、ワカメが金魚を、サザエが「マイク」というリスを飼っていたこともあった。カツオは飼っているペットを世話しているという名目で小遣い値上げを訴えたこともあった。
また、長谷川の他作品からは『似たもの一家』の主人公の一家も登場する。伊佐坂家はアニメでは磯野家の隣家だが、原作10巻の一部に登場するのみである。本作にはキャラクターとして特定の名前が与えられていないが、非常に多く登場する人々がおり、相撲が好きだった作者は、相撲をネタにした話をしばしば用いている。
1954年に文藝春秋から出版されたスピンオフ作品には、10年後を描いた｢サザエさん一家の未来予想図」が収録されており、この中でフグ田サザエとフグ田マスオの第二子「ヒトデちゃん」が登場する。ヒトデは長谷川の全作品の中でもこれ以外で言及がなく、アニメにも登場しない。
実在の人物が登場することもあり、その当時の総理大臣はほとんど登場している。昭和天皇が登場する回もあるが、あくまで作中での波平の想像に現れるのみであり、顔は描かれていない。後に長谷川は実際に昭和天皇と園遊会で対面している。
なお、原作の磯野家は話によって間取りが変わり、連載時期によっても造りが異なる（連載初期は二階建ての日本家屋、東京での連載再開時は平屋となっている）。長谷川町子美術館ではアニメ版の間取りを展示している。

## 執筆時のエピソード
長谷川は、西日本新聞社の絵画部に所属していた。1946年『夕刊フクニチ』に彼女は連載漫画を頼まれた。自宅の近所である百道海岸付近を妹と散歩しているときに、本作の家族構成や名前を思いついた。当初は作者自身は、アルバイトのつもりでやっていた、と語っている。連載を再開する際、作者本人がマスオの顔を忘れていて、西日本新聞社東京支局まで行き確認したエピソードがある。その後、1951年に「ブロンディ」の後を承けて朝日新聞の朝刊を飾ることになる。連載末期には月曜日が休みとなった。
単行本の第1巻はB5判の横綴じだったが、書店の店頭に並べにくいということですべて返品され、自宅は返品された単行本に占拠される事態となった。そこで判型をB6判に変更した第2巻を出したところ読者には好評で問題の第1巻にも注文が入るようになり、この事態は解消された。姉妹社の廃業までこの判型が踏襲され、第1巻も後にB6に変更された。このB5判横綴じの第1巻を再現した復刻版が、2013年4月27日より長谷川町子美術館の売店で販売された。
執筆にまつわるこのようなエピソードは、長谷川のエッセイ漫画『サザエさんうちあけ話』に詳しい。

## 作風とその変化
連載が長くなるにつれ、作者の長谷川自身は1960年代中頃から従来と異なる新しい作風に興味が移っていった。彼女は自伝『サザエさんうちあけ話』の中で「子供にも無害なヒューマニズム（ヒューマニタリズム）には飽きた」「書き手にとっては取材範囲が限られるのが苦しい」などと語っている。このような時期に生まれたのが、後に長谷川の代表作の1つとなった「いじわるばあさん」（1966年〜1971年）である。そして、この頃から、『サザエさん』もそれまでのヒューマニズム色の強い作風から大きく変化し、社会風刺の要素を取り入れたアイロニカルな作風へと移行している。

## 評価
戦後の日本の復興と共に歩み、「（当時の）日本家庭の象徴」とも言われた。
哲学者・評論家の鶴見俊輔は、サザエたちを叱る波平がフネに叱られたり、カツオを罰したサザエがカツオに裁かれたりすることで、権威が笑いで批判され（時には権威自体がみずからを笑い）、家族内のメンバーの対等性が形成され父権主義に対する批判へつながっているとともに、女系家族での生活で育まれた作者の「家庭内での出来事を処理する規準をそのまま拡大して社会を見る」視点が、作中での「自分の持ち場をはなれずに社会を批判」するスタンスを形づくっている、と述べている。さらに、核家族ではなく3世代が一つ屋根の下に暮らし、家族それぞれがそれぞれの仕事・役割を担って膨大なコミュニケーションを交わす、という高度成長時代からは遅れた家風を磯野家が残していることで、現実の家庭に対し戦後民主主義の理想を説く役割を与えられている、とも論じている。
評論家の樋口恵子は、原作漫画について「『サザエさん』では木造の日本家屋、3世代7人の雑居型大家族、地域社会の年中行事と緊密な人間関係が描かれている。そして何より一点の曇りもなく人間の持つ屈折にも、シワを伸ばし光を当ててしまうような明るさ、素直さを持つ専業主婦・サザエさんの存在。まさに安心・安定・安全度100％の舞台装置と配役なのです」と絶賛している。さらに「登場するサザエさんは戦後の嫁に求められていた滅私奉公に背を向け、時には“すかしっ屁”を放つなど自由気ままな日々を満喫しています。フェミニズムというべき新しい時代の香りが立ち上がってくる女・子供の生活讃歌になっているのです。この多面体ゆえに、男性にも女性にも時代を超えて愛されるのです」とも評している。

## 漫画以外のメディア化

### メディア化の概略
- 1948年9月28日にマキノ映画により映画化。『サザエさん 七転八起の巻』が上映。東屋トン子主演。
- 1950年3月5日から7月2日まで、NHKラジオ第2放送で「ラジオ漫画」としてラジオドラマ化。出演は徳川夢声と七尾伶子のみ[22]。一方、放送開始日3月5日付読売新聞東京版ラジオ欄では日曜娯楽版の一コーナーとしてサザエさんが紹介されている。それによれば脚色は徳川ではなく市川三郎、サザエ役は高峰秀子、マスオ役は小野田勇と記載されている。7月にサザエさん終了が決まると「デンスケ」か「フクちゃん」か「轟先生」か大いに迷ったが、日本漫画から離れて「西遊記」にすると決し、徳川が脚本担当したうえ七尾伶子を主演させている[23]
- 1950年7月29日に先述の映画の続編『サザエさん のど自慢歌合戦』が上映。東屋トン子主演。
- 1955年1月4日にニッポン放送によりラジオドラマ化（1965年4月まで）
- 1955年10月3日にKRテレビ（KRT、現・TBSテレビ）により五分の帯番組（月から土）でテレビドラマ化（1957年9月28日まで）。
- 1956年12月12日に東宝により映画化。江利チエミ主演、青柳信雄監督。1961年まで、全10作のシリーズ。
- 1965年11月19日にTBSにより江利チエミ主演でドラマ化。1967年9月29日まで。
- 1966年、江利チエミ主演で舞台化。以降1975年、1978年にも上演。
- 1969年10月5日にフジテレビによりアニメ化[1]。
- 1975年、江利チエミ主演の舞台、「チエミ喜劇「決定版サザエさん」」が上演。
- 1977年ごろから1988年まで、文化放送「マエタケの朝は自由大通り」「お元気ですか高島忠夫です」内にて「連続ラジオまんが　おはようサザエさん」を放送。声優はテレビアニメ版と同一で提供も東芝だった。
- 1978年、江利チエミ主演の舞台、「コマ・ファミリー劇場「夏休みだよ!!サザエさん」」を上演。
- 1979年、本作が生まれるまでの長谷川一家及び姉妹社の経緯が、NHK総合により連続テレビ小説『マー姉ちゃん』としてドラマ化。フジテレビの『火曜ワイドスペシャル』で、人気作品をリメイクする番組『TVスーパーヒーロー傑作選』が放送、本作も榊原郁恵主演でドラマ化された。
- 1981年にフジテレビで星野知子主演のスペシャルドラマとしてドラマ化、1984年には「フジテレビ開局25周年記念 長谷川町子スペシャル サザエさんVS意地悪ばあさんVSいじわる看護婦」を放映。
- 1992年3月、NHK衛星第二で特集番組『サザエさん』放送。出演：西田敏行・森口博子 音楽：ミッキー吉野。この番組のためのテーマソングも新たに作曲された。西田・森口の2人で数役をこなしながら声を当てる4コマ漫画の朗読や、『マー姉ちゃん』などの映像資料をもとに制作された番組。フジテレビで放送した過去のアニメも一部オープニングとエンディングも含め放送したが、フジテレビの名前や提供クレジットが出る歌の後奏はカットされた。本番組のために長谷川は自画像などのイラストを寄稿したが、これが遺作となった。
- 1992年〜1996年にフジテレビにて浅野温子主演でスペシャルドラマとして計6作ドラマ化された。
- 1994年、榊原郁恵主演で舞台化。榊原は『TVスーパーヒーロー傑作選』以来15年振りにサザエを演じる。
- 1995年、熊谷真実・東ちづる主演（ダブルキャスト）で1994年版舞台の再演。
- 1993年11月25日に飛鳥新社から『磯野家の謎』の実写版ビデオが発売された。役者はすべて素人を起用している。ナレーションは大沢悠里、メイクアップはトニー・タナカが担当した。
- 2004年より、朝日新聞土曜日別刷り付録のBeにて、「サザエさんをさがして」というコラム（執筆:朝日新聞東京本社文化部・社会部記者で構成する「be編集部」）を長期連載。同作品で描かれた時代背景を、実際の出来事に絡ませてその当時の世相を振り返るもので、単行本（朝日新聞出版）が発売されている
- 2008年9月10日より放送の江崎グリコの『アーモンドプレミオ』『バンホーテン ディアカカオ』のCMにおいて、『25年後の磯野家』という設定の実写版CMが制作された。
- 2009年、フジテレビ開局50周年とテレビアニメ40周年を記念したスペシャルドラマとして観月ありさ主演でドラマ化され、11月15日の18:30 - 20:54（JST）に放送（テレビ大分は11月21日12:00 - 14:25に、テレビ宮崎は12月5日14:00 - 16:25に遅れ放送）。カラーテレビの普及とウーマンリブ運動が活発化した昭和40年代を時代背景として描かれた。2010年8月8日に第2弾が18:30 - 20:54（JST）に、2011年1月2日に第3弾が生誕65周年記念で18:30 - 22:00（JST）に放送された。
- 2013年10月11日にニッポン放送『サザエさんのオールナイトニッポンGOLD』を放送。パーソナリティは主人公のフグ田サザエ（声・加藤みどり）[24]。フジテレビのアニメキャラクターの担当は『浅倉南のオールナイトニッポン』以来9年ぶり2回目となった。
- 2015年10月20日、理研ビタミンの「わかめスープ」シリーズのパッケージに磯野ワカメがキャラクターとして採用され、11月2日から12月15日にワカメのデザイン入りマグカップが抽選で当たるキャンペーンを展開。2016年3月に「ふえるわかめちゃん」シリーズや「わかめご飯」シリーズ、「コリコリ茎わかめ」シリーズでも限定でパッケージデザインに採用される予定[25]。
- 2019年、藤原紀香主演で舞台化。アニメ「サザエさん」の50周年イヤーを記念した作品[26][27]。
- 2019年11月24日、アニメの放送開始50周年を記念した実写ドラマ『磯野家の人々～20年後のサザエさん～』が放映[15][28]。→テレビドラマ 天海祐希版

### 舞台版

#### 江利チエミ主演舞台

##### 江利チエミ特別公演「サザエさん」
- 脚本：阿木翁助
- 演出：青柳信雄
- 公演期間：1966年11月6日 - 30日
- 公演会場：新宿コマ劇場
- 出演
  - 江利チエミ（フグ田サザエ）
  - 森川信（磯野波平）
  - 清川虹子（磯野フネ）
  - 小泉博（フグ田マスオ）
  - 曽我廼家明蝶
  - 浪花千栄子
- 同時上演：「チエミ秋に唄う」（構成・演出＝土井丈児）

##### チエミ喜劇「決定版サザエさん」
- 脚本：田井洋子
- 潤色：安永貞利
- 演出：松浦竹夫
- 公演期間：1975年1月31日 - 2月25日
- 公演会場：新宿コマ劇場
- 出演
  - 江利チエミ（フグ田サザエ）
  - 水野哲（磯野カツオ）
  - 瀬島充貴（磯野ワカメ）
  - 佐山俊二（磯野波平）
  - 清川虹子（磯野フネ）
  - 大野しげひさ（フグ田マスオ）
  - 高松しげお（波野ノリスケ）
  - 前田武彦（小説家）
  - 南利明
  - 佐々十郎（泥棒）

##### コマ・ファミリー劇場「夏休みだよ!!サザエさん」
- 脚本：安永貞利
- 演出：松浦竹夫
- ショウ場面構成・演出：西山博行
- 公演期間：1978年8月1日 - 23日
- 公演会場：新宿コマ劇場
- 出演
  - 江利チエミ（フグ田サザエ）
  - 佐山俊二（磯野波平）
  - 清川虹子（磯野フネ）
  - 大野しげひさ（フグ田マスオ）
  - 高松しげお（波野ノリスケ）
  - 松田洋治（磯野カツオ）
  - 大屋光子（磯野ワカメ）
  - 曾我廼家五郎八
- 同時上演：「スタージンガーとダンガードA」（原作＝松本零士、構成・脚本＝三好道明、演出＝新美正雄・中込綏彦、出演＝ささきいさお・こおろぎ '73・かおりくみこ・堀江美都子・大杉久美子・水木一郎）

#### 三谷幸喜脚本舞台

##### 音楽劇「サザエさん」
- 脚本：三谷幸喜
- 演出：鵜山仁
- 音楽：松任谷正隆
- 公演期間：1994年3月19日 - 4月15日
- 公演会場：アートスフィア
- 出演
  - サザエ：榊原郁恵
  - カツオ：久本雅美
  - マスオ：梨本謙次郎
  - 波平：小鹿番
  - ワカメ：宮地雅子ほか

##### 音楽劇「サザエさん」（再演）
- 脚本：三谷幸喜
- 演出：鵜山仁
- 音楽：松任谷正隆
- 公演期間：1995年8月17日 - 9月10日
- 公演会場：アートスフィア
- 出演
  - サザエ：熊谷真実／東ちづる（ダブルキャスト）
  - カツオ：島田珠代
  - マスオ：高杢禎彦
  - ワカメ：伊藤麻衣子
  - 波平：小鹿番
  - フネ：南風洋子ほか

#### 舞台「サザエさん」

##### 第1弾
アニメ版の10年後を舞台とした作品。
- 脚本･演出：田村孝裕
- 公演期間：2019年9月3日 - 9月17日・9月28日 - 10月13日
- 公演会場：明治座・博多座
- 出演
  - サザエ：藤原紀香
  - マスオ：葛山信吾（原田龍二が予定されていたが降板）
  - フネ：高橋恵子
  - 波平：松平健
  - カツオ：荒牧慶彦
  - ワカメ：秋元真夏（当時乃木坂46）／齊藤京子（日向坂46）（ダブルキャスト）
  - タラオ：大平峻也
  - タマ：酒井敏也ほか

##### 第2弾
再演ではなく上記の舞台「サザエさん」第1弾の続編作品。
- 脚本･演出：田村孝裕
- 公演期間：2022年1月29日 - 2月13日・2月22日 - 2月27日・3月3日 - 3月6日
- 公演会場：明治座・新歌舞伎座 (大阪)・博多座
- 出演
  - サザエ：藤原紀香
  - マスオ：葛山信吾
  - フネ：高橋恵子
  - 波平：松平健
  - カツオ：和田琢磨（東京公演）／近藤頌利（劇団Patch）（大阪・福岡公演）（ダブルキャスト）
  - ワカメ：本間日陽（NGT48）
  - タラオ：大平峻也
  - タマ：酒井敏也
  - 伊佐坂甚六：フクシノブキ
  - 三郎：山口森広
  - イクラ：北乃颯希ほか

##### 第3弾
舞台「サザエさん」第1弾の再演。
- 脚本･演出：田村孝裕
- 公演期間：2025年6月5日 - 6月17日・7月5日 - 7月8日
- 公演会場：明治座・新歌舞伎座（大阪）
- 出演
  - サザエ：藤原紀香
  - マスオ：葛山信吾
  - フネ：高橋恵子
  - 波平：松平健
  - カツオ：草川直弥（ONE N' ONLY)／佐藤友祐（lol）（ダブルキャスト）
  - ワカメ：平尾帆夏（日向坂46）
  - タラオ：藤代翔真（wink first/TRAINEE）／松﨑光（wink first/TRAINEE）（ダブルキャスト）
  - タマ：酒井敏也ほか

### 映画
- 1948年、1950年に製作された映画、東屋トン子がフグ田サザエを演じる
  - 「サザエさん 七転八起の巻」（1948年）
  - 「サザエさん 踊る探偵の巻」（1948年）
  - 「サザエさん のど自慢歌合戦」（1950年）
- 1956年 - 1961年に製作された映画、江利チエミがサザエを演じる全十作（東宝および、系列の宝塚映画による製作）のシリーズ
  - 「サザエさん」（1956年）
  - 「続・サザエさん」（1957年）
  - 「サザエさんの青春」（1957年） 本作よりカラー
  - 「サザエさんの婚約旅行」（1958年）本作は宝塚映画製作
  - 「サザエさんの結婚」（1959年）
  - 「サザエさんの新婚家庭」（1959年）
  - 「サザエさんの脱線奥様」（1959年）　本作以降は全作宝塚映画製作
  - 「サザエさんの赤ちゃん誕生」（1960年）
  - 「サザエさんとエプロンおばさん」（1960年）
  - 「福の神 サザエさん一家」（1961年）

### テレビドラマ

#### 高杉妙子版
1955年10月3日から1957年にKRT（現・TBS）で放送されたドラマ。KRT初の武田薬品一社提供のドラマであり、『タケダアワー』の前身。放送時間は月-土18:35 - 18:40→月-土18:30 - 18:35。
一説には「絵に台詞を付けた紙芝居のような番組」と言われているが、演出を行った拵井巍の証言によると、実際は五分帯のコント風の生放送のスタジオドラマであった。サザエの子が「タラ子」という女の子など、設定の相違がある。
一部の映像がキネコで録画されおり、これがTBSに現存する最古の番組映像とされている。
スタッフ
- 脚本：市川三郎
- 音楽：小川寛興
- 演出：拵井巍
- 製作：大垣三郎
- 制作会社：KRT

キャスト
- サザエ：高杉妙子
- マスオ：小野田勇
- 父：昔々亭桃太郎
- 母：水の也清美
- カツオ：長谷川一男、石井修
- ワカメ：猿若久美惠
- タラ：奥村千秋
- ノリ助：ダッキー里井
- 伊佐坂夫人：戸川弓子[31]

| KRT タケダアワー | KRT タケダアワー                                                     | KRT タケダアワー |
| 前番組 | 番組名                                                               | 次番組 |
| --- | -------------------------------------------------------------------- | --- |
| （なし） | サザエさん （高杉妙子主演ドラマ版）                                  | ぽんぽこ物語 |
| KRT 月曜 - 土曜 18:35 - 18:40枠                                                                                          |                                                                      | |
| 映画枠 | サザエさん （高杉妙子主演ドラマ版） （1955年10月3日〜1956年4月28日） | - |
| KRT 月曜 - 土曜 18:30 - 18:35枠                                                                                          |                                                                      | |
| 月 - ボクシングゲーム 木-子供会 金・土 - 映画 ※ 以上18:00 - 18:35 火 - 憧れのスター 水 - 松田トシ ショー ※ 18:10 - 18:35 | サザエさん （高杉妙子主演ドラマ版） （1956年4月30日〜1957年9月28日） | 月 - こども寄席 火 - 三平ちゃんといっしょ 水 - 赤胴鈴之助（実写版） 木 - ユキ夫の冒険 金 - 口笛横丁 土 - とんちんかん物語 ※ 18:15 - 18:45 |

#### 江利チエミ版
1965年11月9日から1967年9月29日までTBS系列で放映されたドラマ。1969年にテレビアニメ版が開始するまでは、映像化された『サザエさん』は本番組のイメージが強かった。
平均視聴率が27.9%を記録する人気番組となり、放送も2年にわたるロングランとなった。1966年1月7日放送で瞬間最高視聴率37.1%（関東地区、ビデオリサーチ調べ）を記録した。
舞台は東京都世田谷区桜新町三軒茶屋の裏通りにある二階建て一軒家という設定で、マスオが世田谷区役所に勤務するなど、設定の相違がいくつかあった。
テンポの良さを重視し、スポンサーの了承を得て途中でCMを挿入しないなどの工夫がされた。
20話ほどの演出の担当した堀川敦厚はのちに「（当時の）TBSドラマとしては唯一の例外で、前日のリハーサル室でのリハーサルがなかった」と証言している。また、俳優のアドリブが多く"シリアスな伏線"と思っているとこにも"笑える落ち"をつけようとするなど、自身の演出意図からは大きく外れた作品になり「辛いことも多かった」と回想している。
放送終了後は何度か再放送が行われた。ただし、1970年以降は行われておらず、映像の現存状況は不明である。
スタッフ
- 放映曜日・放映時間帯：毎週金曜日21時 - 21時30分
- 脚本 :才賀明、宮下達男
- 演出 :鴨下信一、宇治正敏、川俣公明、酒井誠、堀川敦厚
- 音楽：神津善行
- 提供：ヤクルト[35]、味の素
- 局系列 :JNN
- 制作会社 :TBS
- 主題歌 :江利チエミ「サザエさん」（作詞：宮田達男、作曲・編曲：神津善行）

キャスト
- サザエ：江利チエミ
- マスオ：川崎敬三
- 波平：森川信
- フネ：清川虹子
- カツオ：吉原誠利
- ワカメ：上原ゆかり
- 砂山千枝子：大山のぶ代 - サザエの旧友。ドラマオリジナルのレギュラーキャラクター。
- 和助 - 砂川啓介 - 千枝子の夫。

放送局
以下は金曜 21：00 - 21：30 にて放送
- TBS
- 北海道放送[36]
- 岩手放送[36]
- 東北放送[36]
- 福島テレビ[36]
- 新潟放送[36]
- 北陸放送[37]
- 信越放送[38]
- 静岡放送[39]
- 中部日本放送[37]
- 朝日放送[40]
- 山陰放送[41]
- 山陽放送[42]
- 中国放送[42]
- RKB毎日放送[43]
- 長崎放送[43]
- 熊本放送[43]
- 大分放送[44]
- 宮崎放送[45]
- 南日本放送[45]
- 琉球放送[46]

以下は木曜 21：00 - 21：30 にて放送
- 青森放送[47]
- 秋田放送[47]
- 山形放送[47]
- 北日本放送[48]
- 福井放送[49]
- 山梨放送[38]
- 日本海テレビ[41]
- 山口放送[44]
- 四国放送[40]
- 南海放送[44]
- 高知放送[44]

| TBS系 金曜21:00 - 21:30枠 | TBS系 金曜21:00 - 21:30枠             | TBS系 金曜21:00 - 21:30枠                          |
| 前番組                    | 番組名                                | 次番組                                             |
| ------------------------- | ------------------------------------- | -------------------------------------------------- |
| チエミ大いに歌う          | サザエさん （江利チエミ主演ドラマ版） | チエミとともに 【つなぎ番組】 ↓ ちょっとまってパパ |

#### 榊原郁恵版
1979年6月12日にフジテレビ系列の『火曜ワイドスペシャル』枠で、人気作品をリメイクする『TVスーパーヒーロー傑作選』が放送、本作も榊原郁恵主演でドラマ化、榊原にとっては舞台より15年も前にサザエを演じた。しかし後年の『サザエさん』関連番組や文献、フジテレビ番組ではほとんど取り上げる事はない。
- 脚本：高田文夫
  - サザエ：榊原郁恵
  - マスオ：江藤博利
  - カツオ：近田春夫
  - 波平：宮尾すすむ

#### 星野知子版
1981年 - 1985年にフジテレビ系列で放映された単発ドラマ
放送経歴
| 回 | タイトル                                      | 放送日        | 放送時間（JST）   | 備考                                     |
| -- | --------------------------------------------- | ------------- | ----------------- | ---------------------------------------- |
| 1  | サザエさん                                    | 1981年4月1日  | 水曜19:30 - 20:54 |                                          |
| 2  | サザエさん 秋ですネ、サザエさん               | 1981年9月30日 | 水曜19:30 - 20:54 |                                          |
| 3  | 春一番だョ! サザエさん                        | 1982年3月31日 | 水曜19:30 - 20:54 |                                          |
| 4  | 秋祭りだよ! サザエさん                        | 1982年9月29日 | 水曜19:30 - 20:54 |                                          |
| 5  | '83出発進行だよ! サザエさん                   | 1983年1月6日  | 木曜20:02 - 21:48 | 『木曜ファミリーワイド』で放送           |
| 6  | サザエさん 恋の季節だよ! サザエさん           | 1983年4月6日  | 水曜19:30 - 20:54 |                                          |
| 7  | サザエさんPARTVII                             | 1983年9月28日 | 水曜19:30 - 20:54 |                                          |
| 8  | サザエさん サザエさん頑張る・主婦たちの戦後史 | 1985年1月4日  | 金曜21:02 - 22:52 | 『金曜女のドラマスペシャル』扱いはされず |

メイン出演者
- サザエ：星野知子[50]
- マスオ：小野寺昭[50]
- 波平：小林亜星[50]
- フネ：乙羽信子[50]
- カツオ：佐野大輔 → 斎藤優一
- ワカメ：織田真澄
- タラオ：高山幸久
- ノリスケ：五木ひろし
- タイコ：片平なぎさ
- 三平（三河屋）：野村義男 パート2（1981年） - パート4（1982年）
- 市原悦子 パート1（1981年） - パート2（1981年）
- 加藤芳郎 パート1（1981年） - パート6（1983年）
- 山村美智子 パート4（1982年）、パート7（1985年）
- マリアン パート5（1983年） - パート6（1983年）
- 大友柳太朗 パート6（1983年） - パート7（1985年）

パート1（1981年）
- 星セント・ルイス
- 北杜夫
- 遠藤周作

パート2（1981年）
- B&B
- 黒鉄ヒロシ
- 5代目柳家小さん

パート3（1982年）
- 水の江滝子
- 大屋政子
- 月丘千秋
- 田丸美寿々

パート4（1983年）
- 鈴木葉子
- ザ・ぼんち
- 山口良一
- 荒井注
- みのもんた
- 犬塚弘
- 三宅恵介

パート5（1983年）
- ハナ肇
- 梨元勝
- 相本久美子

パート6（1985年）
- 鈴木ヒロミツ
- 塩沢とき
- 湯原昌幸
- 小野ヤスシ
- 春やすこ
- 芦川よしみ
- かわいのどか

#### 浅野温子版
1992年 - 1996年にフジテレビ系列で放映された単発ドラマ、6作
放送経歴
| 回 | タイトル    | 放送日         | 放送時間（JST）   | 備考                           |
| -- | ----------- | -------------- | ----------------- | ------------------------------ |
| 1  | サザエさん  | 1992年10月5日  | 月曜21:00 - 22:24 |                                |
| 2  | サザエさん2 | 1993年4月9日   | 金曜21:02 - 22:52 | 『金曜エンタテイメント』で放送 |
| 3  | サザエさん3 | 1993年10月15日 | 金曜21:02 - 22:52 | 『金曜エンタテイメント』で放送 |
| 4  | サザエさん4 | 1994年4月7日   | 木曜21:00 - 22:54 |                                |
| 5  | サザエさん  | 1995年1月6日   | 金曜19:00 - 20:54 | 3本立てオムニバス作品          |
| 6  | サザエさん  | 1996年1月4日   | 木曜19:00 - 20:54 | 3本立てオムニバス作品          |

メイン出演者
- サザエ：浅野温子
- マスオ：宅麻伸
- 波平：いかりや長介
- フネ：吉行和子
- カツオ：上村裕樹→田宮賢太朗
- ワカメ：遠山真澄→森安加代子
- タラオ：小林俊平
- ノリスケ：布施博
- タイコ：国生さゆり
- マスオの母：正司歌江
- 山田明郷 パート2（1993年）、パート4（1994年）

パート2（1993年）
- 村田雄浩
- 若松恵
- 宣春拓也
- 掛田誠
- 高橋勝
- 平井洋二
- 伊藤康二
- 神山繁
- 生田悦子
- 春田純一
- 佐戸井けん太
- 円城寺あや

パート3（1993年）
- 歌川椎子
- 築出静夫

パート4（1994年）
- 日野陽仁
- 五十嵐いづみ
- あめくみちこ

パート5（1995年）
- 伊佐坂難物：佐野史郎
- 安達祐実
- 鈴木杏樹
- 小倉久寛

パート6（1996年）
- 蟹江敬三
- 萩本欽一
- 梶原善
- 高橋かおり

#### 観月ありさ版
2009年より、観月ありさがサザエを演じる単発ドラマが、これまでに4回アニメ同様フジテレビ系列全国ネットで放送されている。いずれもハイビジョン制作。
- パート1: 2009年11月15日にフジテレビ開局50周年記念番組として放映。視聴率は20.9%（関東地区、ビデオリサーチ調べ。以下同様）
- パート2: 2010年8月8日（フジテレビの日）に夏休みスペシャルドラマとして放映。視聴率は16.5%[52]。
- パート3: 2011年1月2日に正月特番および「サザエさん生誕65年記念」（原作誕生から65年目）として放映。視聴率は11.0%。
- パート4: 2013年12月1日にフジテレビ開局55周年記念番組及び「アニメ『サザエさん』放送45周年記念」番組として放映。視聴率は14.4%。

ドラマの放映日は、いずれもアニメ版の定時放送日と重ねており、その日はアニメが第1部、ドラマが第2部として1枠化したコンプレックス形式が取られる。パート4ではアニメとの更なるシナジー効果を狙い『サザエさん アニメ＆ドラマで2時間半SP』と題され、全3話のうち1話「磯野家はチャレンジャー」の前半をアニメで、後半をドラマで制作するという特殊な構成に用いられた。
観月版では時代設定1970年代前半であり、ダイヤルチャンネル式のテレビや、伊藤博文の千円札や岩倉具視の五百円札といった紙幣などその当時の物が作品内で登場するなど、その当時の生活ぶりが垣間見られる。BGM、玄関扉や襖の開閉音、タラオの足音、タマの鳴き声などはアニメと同じものが流用されている。
パート1に、サザエ役の声優の加藤みどりと、波平役の声優の永井一郎が顔出しで特別出演し、出演自体は短いがいずれも波平・フネと絡んでいる。加藤はその後もパート2に湯水夫人として、パート3にタバコを買いに来た波平と海平とを続けて見て驚くタバコ屋のおばさん、パート4に足を挫いた老婦人役でゲスト出演を果たした。
- サザエ：観月ありさ
- マスオ：筒井道隆
- 波平：片岡鶴太郎
- フネ：竹下景子
- カツオ：荒井健太郎（1 - 3）→清水錬（4）
- ワカメ：鍋本凪々美（1 - 3）→錦辺莉沙（4）
- タラオ：庄司龍成（1 - 3）→中野遥斗（4）
- タマ：ねころびぷりん→猫カフェ れおん フーちゃん
- ノリスケ：田中裕二（爆笑問題）
- タイコ：白石美帆
- イクラ：加藤小桜（2 - 3）→鈴木もも（4） / 桂玲子（声のみ）
- サブロウ（三河屋）：勝俣州和

その他
- 伊佐坂軽：戸田恵子（2 - 3）
- 伊佐坂浮江：倉科カナ（2 - 3）
- 伊佐坂難物：三谷幸喜（2）
- 花沢花子：赤石那奈（2 - 3）→松田杏咲（4）
- 中島弘：市川理矩（2 - 3）→品川凛生（4）
- 大空カオリ：田辺桃子（3）→吉岡千波（4）
- 早川：柴田みなみ（4）
- 花沢の父：田口浩正（2・4）
- 警官：柳沢慎吾（2 - 3）
- 穴子：武蔵（3 - 4）
- 穴子夫人：北斗晶（3 - 4）
- 専務（波平の上司）：小倉智昭（3 - 4）
- 三河屋の主人：アニマル浜口（4）
- 裏のおじいちゃん：ミッキー・カーチス（4）

アニメ版声優による特別出演
- 永井一郎
  - 自動車教習所 所長（1）
- 加藤みどり
  - 波平の勤務先の女性社員（1）[注 9]
  - 湯水夫人（2）
  - タバコ屋のおばさん（3）
  - 足を挫いた老婦人（4）

パート1他
- 電気店店員：オードリー

パート2他
- 花沢の母：山本圭子（声のみ）
- クリーニング屋：徳井優
- クリーニング屋の妻：柴田理恵
- 魚徳：春海四方

パート3他
- 海平：片岡鶴太郎（二役）
- 詐欺師の男：田中要次
- 八百屋：U字工事
- 警官の上司：ガッツ石松
- テレビマン（平川英慈）：川平慈英
- 寿司屋：温水洋一
- 波平がゴルフでホールインワンを決めたという初夢に出てきた美少女たち：少女時代
- カツオが妄想する、大人になった本人：トシ（タカアンドトシ）
- カツオが妄想する、大人になったカオリ：平野綾
- カツオが妄想する、大人になった花沢：近藤春菜（ハリセンボン）
- 花沢が妄想する、大人になった本人：佐々木希
- 巫女：加藤綾子（フジテレビアナウンサー）
- 巫女：生野陽子（フジテレビアナウンサー）
- 巫女：松村未央（フジテレビアナウンサー）

パート4他
- 犬を連れた婦人 / 本人役：水前寺清子（特別出演）
- 花沢不動産の縄跳びチームメンバー：SOLIDEMO
- 占い師：ウド鈴木（キャイ〜ン）
  - 2006年4月22日放映のアニメ版では本人役としての出演経験がある。
- 絵描き：蛭子能収
- 泥棒：小峠英二（バイきんぐ）
- 黒猫のセーターの婦人：白鳥久美子（たんぽぽ）
- 駅員：宮地大介
- 小学校時代のサザエ：柳町夏花
- ガリタ：カガリP

#### 天海祐希版
『磯野家の人々〜20年後のサザエさん〜』のタイトルで、フジテレビ開局60周年及びアニメ「サザエさん」放送50周年記念番組として、2019年11月24日の20:00 - 21:54に放送
。内容は本編の20年後となっており、磯野家には新たに、1954年発行の雑誌『漫画読本』（文藝春秋）創刊号に掲載された一コマ漫画「サザエさん一家の未来予想図」に登場したタラオの妹ヒトデが加わっている。今作では時代設定はより現代に近いものとなっており、劇中にはこれまでの各メディア作品には登場していなかったスマートフォンや液晶テレビ、ドローンなどが登場している。
- サザエ：天海祐希[54]（幼少期：川北れん）
- マスオ：西島秀俊[54]
- 波平：伊武雅刀[54]
- フネ：市毛良枝[54]
- カツオ：濱田岳[54]
- ワカメ：松岡茉優[54]
- タラオ：成田凌[54]
- ヒトデ：桜田ひより[55]
- ノリスケ：八嶋智人[56]
- タイコ：堀内敬子[57]
- イクラ：稲葉友[58]
- 中島：岡崎体育[59]
- 花沢 花子：森矢カンナ[60]
- かおり：黒川智花[61]
- 早川：松井玲奈[62]
- 穴子：小手伸也[63]
- 貝塚 タケシ（ワカメの恋人）：中林大樹[64]
- サブちゃん：勝俣州和[65]
- 伊佐坂 難物：浅野和之[66]
- ヒラマサ：佐戸井けん太[67]
- マスオの部長：おかやまはじめ
- 佐々木（マスオの部下）：坂口涼太郎[68]
- 神崎（マスオのクライアント）：山崎銀之丞
- ワカメの上司：楊原京子
- ワカメの部下：ついひじ杏奈
- 魚屋の店主 - 内藤トモヤ
- 八百屋の店主 - 大川ヒロキ
- ご近所さん：吉田幸矢
- 気象予報士：天達武史
- アナウンサー：塩尻奈都子
- イトウさん（テレビの天気予報のリポーター）：小泉遥
- 商店街の人々：勝矢、恵有一、松山尚子、一本気伸吾
- ヒトデの同級生：搗宮姫奈、松永有紗、大森つばさ
- シーフィールド株式会社の面接官：戸田昌宏
- 株式会社海映クリエイトの面接官：難波圭一
- 就活生：吉田健悟、眞嶋優、池内偉剛、佐藤勇輝
- 居酒屋の店員：ト字たかお
- その他：鈴田修也、中村敦、かとう郁子、佐藤あいり、野々山郁也、Asumi、前田夏希、郡司芹香、河原寧々、水川碧、磯部由美子

スタッフ
- 演出：鈴木雅之
- 脚本：阿久津朋子
- 脚本協力：浪江裕史
- 音楽：佐藤直紀
- ロケ協力：台東区フィルムコミッション、鳥越おかず横丁、品川シーズンテラス、実践女子大学、東京女子大学、流山市フィルムコミッション、凹まない企画事務所　ほか
- 企画・プロデュース：渡辺恒也
- プロデュース：小林宙

### 映画及びテレビドラマ版での配役
| 出演期間                | フグ田 サザエ | フグ田 マスオ | 磯野 カツオ        | 磯野 ワカメ | フグ田 タラオ | 磯野 波平    | 磯野 舟    |
| ----------------------- | ------------- | ------------- | ------------------ | ----------- | ------------- | ------------ | ---------- |
| （映画）1948年 - 1950年 | 東屋トン子    | 不在          | -                  | -           | 不在          | -            | -          |
| （TV）1955年 - 1957年   | 高杉妙子      | 小野田勇      | 石井修             | 猿若久美惠  | 奥村千秋      | 昔々亭桃太郎 | 水の也清美 |
| （映画）1956年 - 1957年 | 江利チエミ    | 小泉博        | 小畑やすし         | 松島トモ子  | 不在          | 藤原釜足     | 清川虹子   |
| （映画）1957年 - 1958年 | 江利チエミ    | 小泉博        | 白田肇             | 松島トモ子  | 不在          | 藤原釜足     | 清川虹子   |
| （映画）1959年 - 1960年 | 江利チエミ    | 小泉博        | 白田肇             | 猿若久美恵  | 不在          | 藤原釜足     | 清川虹子   |
| （映画）1960年 - 1961年 | 江利チエミ    | 小泉博        | 白田肇             | 猿若久美恵  | 小串丈夫      | 藤原釜足     | 清川虹子   |
| （TV）1965年 - 1967年   | 江利チエミ    | 川崎敬三      | 吉原誠利           | 上原ゆかり  | -             | 森川信       | 清川虹子   |
| （TV）1979年            | 榊原郁恵      | 江藤博利      | 近田春夫           | -           | -             | 宮尾すすむ   | -          |
| （TV）1981年 - 1982年   | 星野知子      | 小野寺昭      | -                  | -           | -             | 小林亜星     | 乙羽信子   |
| （TV）1983年            | 星野知子      | 小野寺昭      | 佐野大輔           | 網田麻澄    | 高山幸久      | 小林亜星     | 乙羽信子   |
| （TV）1984年            | 星野知子      | 小野寺昭      | 斎藤優一           | 網田麻澄    | 高山幸久      | 小林亜星     | 乙羽信子   |
| （TV）1985年            | 星野知子      | 小野寺昭      | 大森嘉之 →斎藤優一 | 網田麻澄    | 高山幸久      | 小林亜星     | 乙羽信子   |
| （TV）1992年 - 1993年   | 浅野温子      | 宅麻伸        | 上村裕樹           | 遠山真澄    | -             | いかりや長介 | 吉行和子   |
| （TV）1994年            | 浅野温子      | 宅麻伸        | 上村裕樹           | 遠山真澄    | 小林俊平      | いかりや長介 | 吉行和子   |
| （TV）1995年 - 1996年   | 浅野温子      | 宅麻伸        | 田宮賢太朗         | 森安加代子  | 小林俊平      | いかりや長介 | 吉行和子   |
| （TV）2009年 - 2011年   | 観月ありさ    | 筒井道隆      | 荒井健太郎         | 鍋本凪々美  | 庄司龍成      | 片岡鶴太郎   | 竹下景子   |
| （TV）2013年            | 観月ありさ    | 筒井道隆      | 清水錬             | 錦辺莉沙    | 中野遥斗      | 片岡鶴太郎   | 竹下景子   |
| （TV）2019年            | 天海祐希      | 西島秀俊      | 濱田岳             | 松岡茉優    | 成田凌        | 伊武雅刀     | 市毛良枝   |

### ラジオ

#### NHKラジオ第2版
- 1950年に徳川夢声の脚色によって「ラジオ漫画」としてラジオドラマ化されたものが放送。[22]7月9日から同枠で「西遊記」が始まっている[69]ので、放送は4月2日から7月2日までの3か月と思われる。夢声自身、上手くいったと思っておらず、新聞のラジオ評も芳しくなかったという。キャストは夢声と七尾伶子の二人のみである。[22]
  - 放送期間：1950年4月2日～7月2日（推定）
  - 放送日時：毎週日曜17時30分～17時45分
  - 脚色（演出も？）：徳川夢声
  - 出演：七尾伶子、徳川夢声
  - 音楽：古関裕而

#### ニッポン放送版
- 1955年から1965年まで、約10年にわたりニッポン放送でラジオドラマが放送された。1963年11月18日からはスポンサーが変わったことを機に、スタッフ、キャストを一新している[注 11]。フジテレビのアナウンサーとなる以前、子役俳優として活動していた小学生時代の須田哲夫が一時期カツオ役を演じていた。
  - 放送期間：1955年1月4日〜1965年4月30日
  - 放送日時：毎週月〜土曜日8時〜8時15分
  - 脚色：小沢不二夫→山下与志一
  - 演出：門馬隆
  - 出演
    - サザエ：市川すみれ[注 12]→横山道代
    - 波平：東野英治郎→巖金四郎
    - 舟：三戸部スエ→露原千草
    - マスオ：不明→谷幹一
    - カツオ：増田紘一→須田哲夫→高橋実
    - ワカメ：藤縄素子→角本みゆき→金子由利子
    - ノリスケ：佐野浅夫
    - 役不明：小沢昭一、岸田今日子、大空千尋他
    - 語り手：野中マリ

#### 文化放送版
- 1977年から1987年まで10年間は文化放送でラジオドラマを放送。キャストはテレビアニメ版と同一である。提供もテレビアニメと同じ東芝であった。

#### オールナイトニッポン版
- 2013年10月11日にはテレビアニメが放送開始45周年を迎えることを機に、ニッポン放送で『サザエさんのオールナイトニッポンGOLD』が放送された[70]。これもパーソナリティーのサザエを始め、キャストはテレビアニメ版と同一である。

### CM

#### OTONA GLICO 〜25年後の磯野家〜
江崎グリコの『オトナグリコ』の一環として2008年から2009年にかけてオンエアされたシリーズ。
磯野家の先祖の法事で親族が集まることから始まるCMオリジナルストーリー。原作ではなくアニメ版の世界をベースとしている。BGMもアニメ版のOP、EDテーマをアレンジしたものが使用されている。
CM中には波平やフネ、サザエ、マスオが一切登場しないが、江崎グリコの広報によると「ご先祖様の法事であり、存命です」と説明している。
カツオ：浅野忠信
36歳。ワンパク小僧の容姿は変わらず未だ野球好きで、大学のテスト（地理）では0点を取ったり相変わらず勉学が苦手だったようだが、ワカメに生き方を諭すなど、磯野家の長男としての自覚はあるようである。職業は不明。独身。トライアウトに向けたような運動をしているCMがある。ワカメからは「カツオ兄ちゃん」と呼ばれている。
ワカメ：宮沢りえ
34歳。法事に現れたタラオとイクラを優しく気遣い、カツオとも仲良く接する等、こちらもアニメのワカメのイメージを踏襲しているが容姿端麗に成長している。大手百貨店のエレベーターガール。独身。カツオとワカメは25年を経過しても磯野家で一緒に生活している。
タラオ：瑛太（現・永山瑛太）
28歳。マイペースに生きている。移動たこ焼き屋を一人で営んでおり、いつかはチェーン展開しようと大志を抱いているが、イクラに業務提携を持ちかけたところ「それは無いな。」と一蹴された。イクラには負けたくないと思っていたらしい。
イクラ：小栗旬
26歳。かつては「ハーイ」・「バブー」・「チャーン」しか喋れなかった彼も立派な青年へと成長し、彼もタラオにライバル意識を持っていた。その努力が結実し、ベンチャー企業「イクラネット（IKURA.net）」のCEOに就任、高級一戸建てや高級外車、ヘリコプターを所有する等、CM中では出世頭となっている。カツオとワカメの呼称も「カツオ兄さん」・「ワカメ姉さん」になった。
タマ（3代目）
再会篇と兄妹の今篇に登場。白猫である。
カツオの友人：中山祐一朗
2009年からのカツオ篇に登場するメガネの男性。花沢不動産勤務。
CM放送開始以降、ラジオ放送版を含む全篇がかつてはオトナグリコサイトで視聴可能だった。ラジオ放送版も基本的にテレビCM版の内容を踏襲しているが、テレビ版と異なるエピソードもある。声の出演は以下の通り。
- カツオ：田中嘉治郎
- ワカメ：中尾衣里
- タラオ：中村たかし
- イクラ：小林顕作
- ナレーション：佐藤丈樹

#### マイライン
2000年4月から2001年にかけて、マイラインサービスの告知として、パンフレットとテレビCMで原作（漫画）を基にしたキャラクターが使用された。テレビCMはアニメ版の声優を使用しているが、作画はあくまで原作に準じたものとなっている。出稿主であるマイライン事業者協議会は実質上NTT東日本・NTT西日本が運営しており、電電公社以来約16年ぶりの起用であった。

#### カップヌードル
日清食品のカップ麺「カップヌードル」が2017年に展開している、有名作品の登場人物が現代日本の高校生として青春を謳歌しているという設定のCMシリーズ『HUNGRY DAYS』の第3弾として2017年11月22日より「サザエさん」編が放送。タイトルは『サザエさんの青春』。
原作では公開お見合いで出会って結婚したサザエとマスオが、もし2017年の現代で同じ高校に通う高校生として過ごしているとしたら、という設定のパラレルワールドとなっており、高校最後の文化祭でマスオがサザエに公開告白を行うというストーリーとなっている。サザエ役を和久井優、マスオ役を島﨑信長が演じ、磯野家の家族も声は無いものの登場している。他のシリーズCMと同様にキャラクターデザインを窪之内英策、アニメーション制作をタツノコプロが手がけている。
CM公式サイトではストーリー紹介と共に、原作でのサザエとマスオのなれそめも紹介されている。

#### そのほかに
テレビアニメ版を長年1社で協賛した東芝家電製品（現・東芝ライフスタイル、TVS REGZA他）の他、コカ・コーラの果汁飲料「hi-c」（終売）、日本電信電話公社（現在のNTTとその傘下の地域通信会社・NTTドコモ他）「プッシュフォン」「親子電話」、ハウス食品のサザエさんキャラクターを起用した食品類、JAバンク、旭電化（現・ADEKA）「リス印マーガリン」（新聞広告）、西部ガスなどに起用されている。（後述参照）

## 派生作品
- わかめちゃんとかつおくん（「たのしい一年生」連載 1956年9月 - 1961年2月）
- わかめちゃん（「たのしい幼稚園」連載 1962年 - 1963年）
- サザエさんとわかめちゃん （1952年・姉妹社）
- サザエさんうちあけ話（「朝日新聞」日曜版 連載 1978年4月 - 11月）
- サザエさん旅あるき （「朝日新聞」連載 1987年4月 - 10月）

### かるた
姉妹社から本作を題材にした3組のかるたが発売されていた。このうち『かるたサザエさん』以外の2組は、赤ちゃんとママ社から復刻版が発売されている。
サザエさんかるた
1949年頃発売。1枚目の読み札は「いまないた ワカメが もうおねだり」。2012年に復刻版が発売された。
2012年10月25日発売（復刻版）、ISBN 978-4-87014-080-6
サザエさんかるた その弐
製作年代等不明。1枚目の読み札は「いつでも ようきな サザエさん」。長谷川町子美術館にも1組しか現存しておらず、幻のキャラクターグッズとされていたが2013年に復刻版が発売された。
2013年10月24日発売（復刻版）、ISBN 978-4-87014-090-5
かるたサザエさん
前2組よりも後の年代に製造されたとみられる。1枚目の読み札は「いびきに ねごとの おとうさん」。

### 楽曲
漫画のイメージソングとして制作された楽曲。
サザエさん
1950年発売。作詞：田河水泡、作曲：長谷川堅二、歌：服部富子。ビクター盤。
サザエさん音頭
1954年発売。作詞：大下文代、作曲：細川潤一、歌：照菊・若原一郎・キング合唱団。キングレコード盤。

### 広告
- 旭電化リス印のマーガリン
- 森永乳業ドライミルク
- ハウス食品サザエさんちシリーズ（ふりかけ、お茶漬け）
- 日本コカ・コーラHi-c（フルーツ100%還元ジュース）
- 明治製菓
- 日本電信電話公社プッシュホン
- JAバンク
- 西部ガス

## サザエさん通り
本作の舞台となった東京都世田谷区桜新町、福岡市に「サザエさん通り」を称する道路がある。

### 東京都・世田谷区桜新町

サザエさん通りに設置されているサザエさん一家（磯野家）の銅像（磯野波平・磯野カツオ・磯野ワカメ・磯野フネ）

生涯で最も長い期間住み続け、本作の舞台となったこと、長谷川町子美術館が1985年に開館したため、桜新町商店街振興組合が音頭をとって東急田園都市線の桜新町駅前から国道246号へとつながる「中通り」を1987年に「サザエさん通り」と改称された。
歩道には『サザエさん』のキャラクターが描かれた看板もある。ほとんどが原作の時の絵になっている。2012年3月25日には、磯野家メンバーの銅像が設置された。この銅像に対し、2013年6月3日付で都税事務所から58万9200円の固定資産税（償却資産）の納税通知書が届き、桜新町商店街振興組合では困惑していたが、10月19日に一転して固定資産税の免除が通知された。同じく長谷川町子原作のいじわるばあさんの看板や銅像もある。
『サザエさん』に登場する「三河屋」は「サザエさん通り」にコンビニエンスストアのセブン-イレブン・世田谷サザエさん通り店として実在する。三河屋の屋号は、出入口のセブン-イレブンのロゴの下に「三河屋酒店」と小さく表記されていたが、のちにこの表記は「三河屋」に変更された。
舞台の沿線となる東京急行電鉄の広告キャラクターに採用されたこともある。東急世田谷線では、一時期『サザエさん』のラッピングを施した車両が運行されていたことがある。

### 福岡県・福岡市早良区

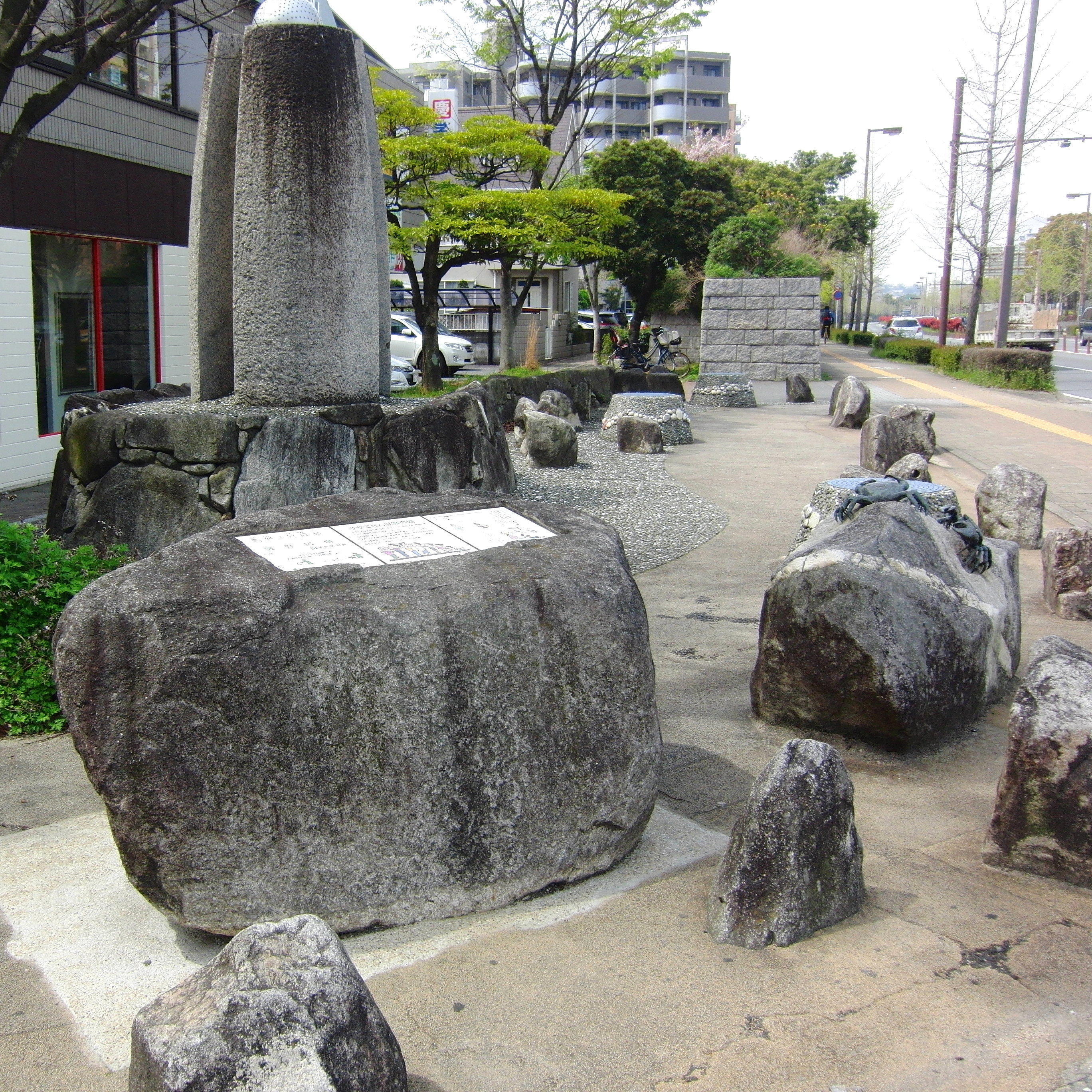
サザエさん発案の地（磯野広場）／福岡県福岡市早良区

福岡市では2007年4月26日、長谷川が住んでいた福岡市早良区百道浜一丁目に磯野広場ができ、記念碑が建てられた。記念碑には『サザエさんうちあけ話』からの引用が記載されている。
2013年2月には、サザエさんと福岡市在住の波平の兄・海平の着ぐるみが完成し、地元のイベント等で活用されるようなった。
2014年5月20日 - 7月13日に福岡市博物館で展覧会「サザエさん展 長谷川町子とその時代」が開催されたり、2015年1月30日に、西新駅に第1巻の表紙と第1話をモチーフにした高取焼の陶板の設置や、2017年1月29日より樋井川（旧今川橋）から藤崎駅南東まで続くオレンジ通り・西新中央・中西・高取・藤崎の5つの商店街の通りに「サザエさん商店街通り」の愛称が付いた。

## 著作権問題
原作者の長谷川が『サザエさんうちあけ話』にて「サザエさんの単行本をコピーした、いわゆる海賊版が国内に出回っていた」と語っており、発行元の姉妹社に損害が起きていた。
無許可でキャラクター画を使用した「サザエさんバス事件」以後、本作は他の作品以上に版権管理が厳しくなり、版権を管理する長谷川町子美術館に画像使用許可などを申請しても門前払いされていた時期があった。
1970年、奥成達が編集長を務めた雑誌『東京25時』（アグレマン社）9・10月合併号に、テディ片岡（片岡義男）原案・木崎しょう平作画によるパロディ漫画『サザエさま』が掲載されたが、過激な内容と著作権の問題で姉妹社から訴えられ、示談の結果、罰金50万円の支払いと謝罪広告の掲載がなされた。長谷川は飯沢匡との対談の中で本作品の存在に触れ、「名誉毀損で裁判沙汰にした」「むこうの編集者が謝罪した」としている。この際、訴えを起こした理由として、長谷川は「作品を見たときに悪意を感じた」上に「それが面白いものならばまだしも出来が悪く、ぜんぜんひどいと思った」旨を挙げている。
1980年前後にケイブンシャが発行していた「全アニメ大百科」（年度ごとに改訂版あり）では、日本で制作された連続テレビアニメについて草創期から当時の最新作までを網羅しており、各作品ごとに放送期間や声優、ストーリーの概略などをキャラクターの画像と共に紹介していたが、『サザエさん』と『いじわるばあさん（1970年版）』については画像を掲載することができなかった。1988年に徳間書店から出版された「TVアニメ25年史」についても同様で、本作のみ画像が掲載されていない。ただし、アニメ版のスポンサーである企業についてはこうした限りではない。
1992年頃に流行となった謎本のひとつ、東京サザエさん学会により『磯野家の謎 サザエさんに隠された69の驚き』（飛鳥新社）が刊行され、続編『磯野家の謎おかわり』とともに大ヒットとなったが、これらは原作やアニメのコマが一切掲載できなかったため、文中で「●巻p.●●」のように出典を示す脚注が付けられたのみであった。原作漫画やアニメのコマが一切掲載されていない理由について、「作者の許諾が得られなかったから（代わりに脚注を付けたので、そちらを参照してほしい）」と記述している。また翌年にはビデオ版も発売されたが、こちらも著作権者の許可を得なかったため長谷川毬子と長谷川町子美術館から訴えられており、絶版となっている。
同じく1992年にシングルCDとして再発されたアニメ主題歌のシングルでも、ジャケットにはキャラクターの画像は一切使用されていない。
雑誌「テレビブロス」では2008年7月19日号にてサザエさんを特集したが、イラストがほぼ掲載されなかった。8月号で担当編集者がこの件について「普通許可があれば使えるでしょ？『サザエさん』は使えないの。なぜなら“滅多なことでは許可が下りない”から！」「滅多なことってどれくらいかっていうと、次回ハレー彗星が地球に接近するくらいですよ」と述べるなどその厳しさを赤裸々に綴っており、「『サザエさん』と認知されるものは、シルエットも魚介物の写真を使った置き換え表現も使えなかった」「コミックの表紙を掲載するのは“表紙にはキャラの画が載っている”、つまり転載になるからダメ」「アニメ版の話を記事として載せる時は“ちゃんと設定として残っていること”でないといけないため、浜さん一家に触れられなかった」「サザエさんの看板の写真を載せるだけでも何度も企画書を書いて電話して交渉し、あれが限界だった」など例を挙げ「以前キャラを無断で使って作品の雰囲気をぶち壊したヤツがいたこととか、研究本の名を語りながら悪意に満ちた内容の本を出されたことが原因みたい」「冷静に考えると、これくらい徹底して作品を守り抜かなきゃいけないのが著作権なんだろうけど、コミックの表紙くらい掲載させて欲しい」と総括している。
現在でもこの厳しい版権管理は続いており、映像化作品（ドラマ、映画全般も含む）のビデオソフト（DVD、BD）化は行われておらず、インターネットでの有料配信やCSなどでの放送といった映像の二次利用自体が行われていなかったが、2016年にサザエさん誕生70周年を迎えたことから、CSの「日本映画専門チャンネル」にて、同年4月から2017年1月にかけて東宝および宝塚映画のシリーズ全10作が順番に毎月1作品ずつ放送されている。また、2018年12月26日より、アニメ放送50周年を記念してフジテレビの有料配信サービスFOD及びAmazon プライム・ビデオにて、放送開始年である1969年から1978年までのエピソードがデジタル化され配信されることが決定した。
2020年2月まで絶版作品を含む電子書籍化は行われていなかったが、同年に世界規模で感染が拡大している新型コロナウイルスの影響で自宅待機を余儀なくされている人々向けへの支援として、朝日新聞出版が長谷川町子美術館による協力の下、同年3月に期間限定ではあるが電子書籍化と無料公開が行われた。 
また、文藝春秋発行の「文藝春秋デラックス」では「日本の笑い マンガ1000年史」（No.17 昭和50年9月号）に新聞掲載の4コマ作品3本、「アニメーションの本」No.42 昭和52年10月号）には、一家が勢揃いしたアニメのキャラクターの画像が掲載されている。

### キャラクターの二次利用
上述したように、連載初期頃には文明堂や森永製菓、旭電化（現・ADEKA）リス印マーガリンなどの広告で起用されており、いくつかの長谷川の手による広告用の原画、贈答用の物や包装紙などが存在する。また、選挙の投票期間告知のポスターでも採用されている。
作者が存命中の頃はテレビアニメの筆頭スポンサーである東芝をはじめ、ハウス食品・日本コカ・コーラ（Hi-C）・日本電信電話公社などのCMに起用されていたが、1990年代はほぼ東芝一社のみとなり、1996年以降は同社のテレビCMにも起用されなくなった。
1998年に発行されたお年玉つき年賀はがきの東京地方版では、漫画では初めてサザエさんが採用された。
作者の没後8年を経過した2000年頃から、マイライン（→#CM）やJAバンク、日本コカ・コーラ（ミディペットボトル）などのCMで、アニメ版を中心とした本作のキャラクター画を使用されることが多くなってきている。ただし、これらのタイアップは作者の生前に契約が存在した企業がほとんどである。また、後述の理由から東京急行電鉄のイメージキャラクターにも起用されたこともあった。
2008年に江崎グリコのチョコレート製品のテレビCMとして制作された「OTONA GLICO 〜25年後の磯野家〜」は、その独特な世界観から話題を集めた。
JAバンクについては、キャッシュカード一体型のJAカードにアニメ版のサザエさん一家が描かれた「JAカード（サザエさん）」が存在しており、2010年前後になってJAバンクを統括する農林中金側の公式サイト内にあるJAカードのサイトに掲載されるようになっている。
2011年、2013年には防災週間のPRキャラクターに起用された。
2019年11月24日に放送されたアニメ50周年スペシャルでは、当時のスポンサーである9社（『日清食品』、『日産自動車』、『花王』、『宝くじ』、『西松屋』、『味の素』、『大和ハウス』、『Amazon』、『こくみん共済』）とのコラボレーションCMが放送された。
2022年5月に警視庁から防犯広報大使に任命された。その一環で同年8月13日に東京ドームで開催された読売ジャイアンツ対広島東洋カープ戦ではサザエが始球式を務めた。なお、始球式の模様はアニメ版制作局であるフジテレビと同業会社の日本テレビのニュース番組でも放映された。
日本中央競馬会が毎年夏季に地方予選大会→秋季の東京競馬場（概ね10月第2日曜日の最終レース後）に全国決勝大会を行っている、小学4年から中学1年生を対象としたポニー競馬の全国選手権大会「ジョッキーベイビーズ」に世田谷区長谷川町子美術館が協賛しており、全国大会ではサザエさん一族の着ぐるみが会場に来場している。
2022年7月より日清食品の「カップヌードル シーフード/レッドシーフード」のテレビCMに期間限定で起用されている（同年8月末〈予定〉までのオンエアで、CM本編にはサザエのほか、カツオとワカメが登場している）。
2024年4月よりP&Gの「レノア　オードリュクスサンデー」のテレビCMに原作のサザエが起用されている。ただし声の担当は加藤みどりではない。
2025年1月より作者の長谷川が幼少期を過ごした福岡県を営業エリアとしている西部ガスのイメージキャラクターとして、サザエが起用され、同月20日からテレビCMの放映も開始している。

### 商品化
本作のアニメが放映開始された当初は、キャラクター商品の許諾を全くしない方針だった。玩具メーカーバンダイが打診したが断った。放映当時はマルサン商店と今井科学の倒産で玩具業界ではキャラクター商品は敬遠されていたためとみられる。
サザエさんバス事件の判決が出た1976年にタカラ（現・タカラトミー）が初めて商品化した。タカラは同年の年末商戦における「最大の関心事」と位置づけ、人形から貯金箱まで幅広く商品を展開。しかしあまり売れなかった。業界では「人間キャラは売れない」というジンクスがあり、本作もそれを証明することになった（後にこのジンクスを打ち破るのは『ちびまる子ちゃん』である）。
ハウス食品から1984年に「サザエさんちのふりかけ」「サザエさんちのお茶漬け」が、1985年に「サザエさんちのおにぎり」が発売され、1990年代前半まで発売が続けられた。ただし、パッケージデザインに関しては著作権の関係上、テレビアニメ版のものが採用された。また、明治製菓（現・明治）から1984年にスナック菓子として「かつおくん」と「わかめちゃん」が発売された。
非売品ではあったが、1980年代には、スポンサーである東芝からもグッズが多数出ており、東芝の特約店などで商品を買うと、主にサザエやタラちゃんがプリントされた財布などを進呈するというフェアもあった。
また、名古屋に本社を置く長登屋が商品化権を取得しており、全国各地の土産物屋を中心にキャラクターを利用した菓子商品の製造販売を行っている。
2006年7月15日、お台場のフジテレビ本社ビルに、『サザエさん』のキャラクター商品を扱う専門店「サザエさんのお店」が開業した。

### サザエボン問題
1995年 - 1996年頃、サザエとバカボンのパパを合成した「天才サザエボン」や、波平と鉄腕アトムを合成した「鉄腕波平」、波平と安室奈美恵を合成した「アムロ波平」などといったキャラクターグッズが無許可で制作され、修学旅行生が集まる全国の土産物店に卸して販売したものが有名になった。これに対し1997年夏に長谷川町子美術館や赤塚不二夫、手塚プロダクションなど（原告）が著作権・著作者人格権などの侵害として、グッズを企画・製造していた福岡県春日市の衣料品会社「大成」を相手に訴訟を起こした。
これに対し会社側は「大阪固有のギャグ、パロディー文化を踏襲したものであり、著作権侵害の意図は全くない」などと反論した。
1997年8月、裁判所は、被告の文化的解釈はあくまでもアマチュアにおける二次創作（例としては、漫画やアニメを同人誌として頒布することなど）に摘要されるものであり、企業が利益目的として販売する場合、被告の主張する社会的文化の範囲に含まないのが通例である。よって、著作権侵害とすることが相当である。また、原告の主張には始終一貫として正当性が認められる。それに対する被告は先の文化的解釈など、狭義な見解が散見された、と結論づけ原告の勝訴となった。「大成」は販売禁止を命令され、同社は2000年1月27日に破産した。
「サザエボン」の起源を巡っては、次のような説がある。
- 1980年代後半に発表された『週刊少年ジャンプ』の読者参加型の「ジャンプ放送局」内の「NG大賞」コーナーの投稿作品がオリジナルで、そこから読者により拡散された、とする説。
- ダウンタウンの松本人志が『4時ですよーだ』で披露した絵がオリジナルで[99]、それを子供が真似て描いた絵を、阪急電鉄・十三駅前西商店街の露天商「TOY魔人」がさらに真似て、単独で売っていた「サザエさん」や「バカボンのパパ」のキーホルダーを「サザエボン」に仕立てて販売していた[100]とする説。

大阪商工会議所新淀川支部では、後者の説にちなみ、TOY魔人が商っていた西商店街を「波平通り」と名づけた。さらには1999年頃、合成キャラクター「鉄腕波平」の街路灯を同じ通りに設置したものの、2012年には撤去されたという。
TOY魔人の活動は、著名人や関係者からは一般人による二次創作の範疇だと判断されていたため、当初は特に追及はされなかった。しかし、先述の企業「大成」がTOY魔人を模倣し、明らかな商業目的で全国的に販売するようになったことで社会問題化した。この問題が報じられたことを受けて、オリジナルのTOY魔人は販売を自粛した。

## 関連書籍
- 『サザエさんの〈昭和〉』（鶴見俊輔　齋藤愼爾編、柏書房、2006年）
寺山修司が本作をテキストに1972年に発表した「サザエさんの性生活」などを所収。
- 1992年に東京サザエさん学会『磯野家の謎 サザエさんに隠された69の驚き』（飛鳥新社、のち集英社文庫やパンドラ新書：日本文芸社で再刊）という本が出され、200万部を超える大ヒット。続編『磯野家の謎おかわり』（集英社文庫で再刊）も出された。本作に新たなスポットを当てて人気復活に大いに貢献し、その後数年続く「謎本ブーム」の火付け役になった。ただ本作と食い違う記述が多々見られ、批判も多かった。翌年にはビデオ版も発売されたが、著作権者の許可を得なかったため訴えられており、絶版にしている。
- 類似本に『サザエさんの秘密』（世田谷サザエさん研究会、データハウス刊、1993年）があり、数度装丁を変え重版されている。続編として『サザエさんの悲劇』（世田谷サザエさん研究会、データハウス刊、1993年）が刊行されたが、内容に『磯野家の謎』の批判が多く含まれており抗議を受けたためか、装丁を変えた版は出なかった。
- 新書では2008年に民俗学者鳥越皓之『「サザエさん」的コミュニティの法則』（生活人新書：日本放送出版協会）が出されている。
- 朝日新聞の土曜版「be」で、毎週1本の作品から当時と現代との違いを比較する「サザエさんをさがして」という記事が連載されており、2005年から2010年にかけ朝日新聞出版で5冊出されている。基本的に刊の単行本の収録作をそのまま掲載しているが、夕刊フクニチでの最終回など単行本未収録の回が掲載されたこともある。
- 『2015年　磯野家の崩壊　―アベノミクスの先にある「地獄」―』（山田順　徳間書店、2013年）
『サザエさん』は本人が結婚し子までいるにも拘らず親と同居している三世代家族であるなど、舞台設定が高度経済成長当時から全く変化していない。経済情勢のみを2010年代に移したら磯野家はどうなるかをシミュレートする。